# بخش سرل-ل-کند
بخش سرل-ل-کند (به فرانسوی: Arrondissement de Sarlat-la-Canéda) یک بخش در فرانسه است که در دوردوین واقع شده‌است.